# Кабинет министров Республики Корея
Кабинет министров Республики Корея (кор. 국무회의, досл. Государственный совет) — главный исполнительный орган и национальный кабинет Республики Корея, участвующий в обсуждении «важных политик, которые входят в полномочия исполнительной власти», как указано в Конституции страны. Наиболее влиятельной частью исполнительной ветви власти правительства Республики Корея являются министерства.

## Полномочия
Кабинет министров является конституционным совещательным органом под руководством президента страны. Кабинет проводит обсуждения вопросов, перечисленных и предусмотренных в пунктах 1–17 статьи 89 Конституции Республики Корея:

1. Основные планы государственных дел и общая политика Исполнительной власти;
2. Объявление войны, заключение мира и другие важные вопросы, касающиеся внешней политики;
3. Проекты поправок к Конституции, предложения о проведении национальных референдумов, предлагаемые договоры, законопроекты и предлагаемые президентские указы;
4. Бюджеты, урегулирование счетов, основные планы по распоряжению государственным имуществом, контракты, влекущие финансовое бремя для государства, и другие важные финансовые вопросы;
5. Чрезвычайные указы и чрезвычайные финансовые и экономические действия или указы Президента, а также объявление и отмена военного положения;
6. Важные военные дела;
7. Просьбы о созыве внеочередной сессии Национального собрания;
8. Награждение почестями;
9. Предоставление амнистии, смягчение наказания и восстановление прав;
10. Разграничение юрисдикции между министерствами Исполнительной власти;
11. Основные планы относительно делегирования или распределения полномочий в рамках Исполнительной власти;
12. Оценка и анализ управления государственными делами;
13. Формулирование и координация важной политики каждого исполнительного министерства;
14. Действия по роспуску политической партии;
15. Рассмотрение петиций, касающихся политики исполнительной власти, поданных или переданных исполнительной власти;
16. Назначение Генерального прокурора, председателя Объединённого комитета начальников штабов, начальника штаба каждого вида вооружённых сил, президентов национальных университетов, послов и других государственных должностных лиц и руководителей важных государственных предприятий, указанных в Законе;
17. Другие вопросы, представленные президентом, премьер-министром или членом Кабинета министров.

Вопросы, требующие рассмотрения Кабинетом в соответствии с Конституцией, должны обсуждаться, но резолюция по итогам этого обсуждения не требуется. Хотя принято принимать решения после обсуждения на заседании Кабинета министров, это не имеет юридической силы, поскольку президент уполномочен принимать самостоятельные решения. В этом отношении Кабинет имеет характер совещательного органа с консультативной функцией при президенте.

## Руководство

### Председатель
Президент является председателем Кабинета министров, а премьер-министр — заместителем председателя. Если президент не может выполнять свои обязанности, то от его имени действует премьер-министр. Если же премьер-министр также не может исполнять свои обязанности, то его функции на себя берёт первый заместитель премьер-министра — министр экономики и финансов. Как председатель президент имеет право созывать заседания и председательствовать на них, но премьер-министр и члены Кабинет министров также могут вносить законопроекты и требовать созыва заседаний.

### Секретарь
Министр внутренних дел и безопасности выполняет функции секретаря Кабинета министров и готовит протоколы заседаний. Подготовленный протокол заседания должен быть доложен президенту и отправлен премьер-министру, членам Кабмина и другим присутствующим.

## Заседания
Правительственные комплексы
Хотя президент является председателем Кабинета, премьер-министр, тем не менее, часто проводит заседания без присутствия президента, поскольку заседание Кабинета министров может быть законно проведено, если на нём присутствует большинство членов Кабинета.
Кроме того, поскольку многие правительственные учреждения были перемещены из Сеула в другие части страны, необходимость проводить заседания Кабинета без необходимости собираться в одном месте в одно и то же время возросла, и поэтому в закон были внесены поправки, разрешающие проведение заседаний в формате видеоконференции.

## Состав
| Должность                                                          | Министр           | Портрет           | Срок полномочий     | Срок полномочий           | Партия            | Партия                 |
| Должность                                                          | Министр           | Портрет           | Вступил в должность | Время в должности         | Партия            | Партия                 |
| Кабинет министров                                                  | Кабинет министров | Кабинет министров | Кабинет министров   | Кабинет министров         | Кабинет министров | Кабинет министров      |
| ------------------------------------------------------------------ | ----------------- | ----------------- | ------------------- | ------------------------- | ----------------- | ---------------------- |
| Президент                                                          | Ли Чжэ Мён        |                   | 4 июня 2025         | 2 месяца                  |                   | Демократическая партия |
| Премьер-министр                                                    | Ким Мин Сок       |                   | 3 июля 2025         | 1 месяц 1 день            |                   | Демократическая партия |
| Первый заместитель премьер-министра — министр экономики и финансов | Ку Юн Чхоль       |                   | 18 июля 2025        | 17 дней                   |                   | Независимый            |
| Второй заместитель премьер-министра — министр образования          | Ли Джу Хо         |                   | 7 ноября 2022       | 2 года 8 месяцев 28 дней  |                   | Независимый            |
| Министр науки и ИКТ                                                | Бэ Кён Хун        |                   | 16 июля 2025        | 19 дней                   |                   | Независимый            |
| Министр иностранных дел                                            | Чо Хён            |                   | 18 июля 2025        | 17 дней                   |                   | Демократическая партия |
| Министр объединения                                                | Чон Дон Ён        |                   | 25 июля 2025        | 10 дней                   |                   | Демократическая партия |
| Министр юстиции                                                    | Чон Сон Хо        |                   | 18 июля 2025        | 17 дней                   |                   | Демократическая партия |
| Министр национальной обороны                                       | Ан Гю Бэк         |                   | 25 июля 2025        | 10 дней                   |                   | Демократическая партия |
| Министр внутренних дел и безопасности                              | Юн Хо Чжун        |                   | 19 июля 2025        | 16 дней                   |                   | Демократическая партия |
| Министр по делам патриотов и ветеранов                             | Квон О Ыль        |                   | 25 июля 2025        | 10 дней                   |                   | Демократическая партия |
| Министр культуры, спорта и туризма                                 | Чхве Хви Ён       |                   | 31 июля 2025        | 4 дня                     |                   | Независимый            |
| Министерство сельского хозяйства, продовольствия и развития села   | Сон Ми Рён        |                   | 29 декабря 2023     | 1 год 7 месяцев 6 дней    |                   | Независимый            |
| Министр торговли, промышленности и энергетики                      | Ким Чон Кван      |                   | 18 июля 2025        | 17 дней                   |                   | Независимый            |
| Министр здравоохранения и социального обеспечения                  | Чон Ын Кён        |                   | 21 июля 2025        | 14 дней                   |                   | Независимый            |
| Министр охраны окружающей среды                                    | Ким Сон Хван      |                   | 21 июля 2025        | 14 дней                   |                   | Демократическая партия |
| Министр занятости и труда                                          | Ким Ён Хун        |                   | 21 июля 2025        | 14 дней                   |                   | Демократическая партия |
| Министр по вопросам гендерного равенства и семей                   | Вакантно          |                   |                     | 1 год 5 месяцев 13 дней   |                   |                        |
| Министр земли, инфраструктуры и транспорта                         | Ким Юн Док        |                   | 31 июля 2025        | 4 дня                     |                   | Демократическая партия |
| Министр океанов и рыболовства                                      | Чон Джэ Су        |                   | 23 июля 2025        | 12 дней                   |                   | Демократическая партия |
| Министр малого, среднего бизнеса и стартапов                       | Хан Сон Сук       |                   | 23 июля 2025        | 12 дней                   |                   | Независимый            |
| Другие лица, которые могут присутствовать на заседаниях Кабинета   |                   |                   |                     |                           |                   |                        |
| Начальник штаба президента                                         | Кан Хун Сик       |                   | 4 июня 2025         | 2 месяца                  |                   | Независимый            |
| Директор Управления национальной безопасности                      | Ви Сон Лак        |                   | 4 июня 2025         | 2 месяца                  |                   | Независимый            |
| Главный секретарь президента по вопросам политики                  | Ким Ён Бом        |                   | 6 июня 2025         | 1 месяц 29 дней           |                   | Независимый            |
| Директор управления по координации государственной политики        | Юн Чан Рюль       |                   | 23 июня 2025        | 1 месяц 12 дней           |                   | Независимый            |
| Директор управления инноваций в сфере кадрового менеджмента        | Чхве Дон Сок      |                   | 20 июля 2025        | 15 дней                   |                   | Независимый            |
| Министр государственного законодательства                          | Чо Вон Чхоль      |                   | 13 июля 2025        | 22 дня                    |                   | Независимый            |
| Министр безопасности пищевых продуктов и медикаментов              | О Ю Кён           |                   | 27 мая 2022         | 3 года 2 месяца 8 дней    |                   | Независимый            |
| Председатель Комиссии по справедливой торговле                     | Хан Ки Чжон       |                   | 16 сентября 2022    | 2 года 10 месяцев 19 дней |                   | Независимый            |
| Председатель Комиссии по финансовым услугам                        | Ким Бён Хван      |                   | 31 июля 2022        | 3 года 4 дня              |                   | Независимый            |
| Директор штаба научных и технологических инноваций                 | Пак Ин Гю         |                   | 13 июля 2025        | 22 дня                    |                   | Независимый            |
| Директор штаба торговых переговоров                                | Ё Хан Гу          |                   | 11 июня 2025        | 1 месяц 24 дня            |                   | Независимый            |
| Мэр Сеула                                                          | О Се Хун          |                   | 8 апреля 2021       | 4 года 3 месяца 27 дней   |                   | Сила народа            |